# Église Saint-Georges de Leffe
L'église Saint-Georges de Leffe est une église d'origine romane et gothique située sur le territoire de la ville belge de Dinant, en province de Namur.

## Localisation
L'église est située à Leffe, un faubourg de Dinant qui se trouve sur la rive droite de la Meuse, au nord de la ville, en continuité avec celle-ci mais sans avoir jamais été englobé dans les remparts de la cité.
Elle se dresse face à la Meuse, sur le square Père Pire, au bout de la rue Saint-Pierre qui mène au centre-ville.

## Historique
L'église Saint-Georges a été construite vers 1230. Son volume trapu évoque l'époque romane mais d'importants remaniements, opérés en particulier aux XVIIe et XVIIIe siècles, ont modifié toutes les baies et ont conféré à l'édifice un aspect plus classique.
Le clocheton qui surmonte la façade a été édifié en 1968 pour remplacer un clocheton antérieur disparu en 1918.
L'église fait l'objet d'un classement au titre des monuments historiques depuis le 18 décembre 1984.

## Architecture

### Plan et maçonnerie
L'église est édifiée en moellons de calcaire et est recouverte d'une toiture en bâtière couverte d'ardoises.
Elle présente un plan basilical composé de trois nefs de cinq travées, prolongées par un chœur de deux travées terminé par un chevet à cinq pans.

### La façade occidentale
La façade occidentale présente, sur un soubassement de gros moellons, une maçonnerie de moellons assemblés en appareil irrégulier, cantonnée de chaînages d'angle aux extrémités.

#### Le portail classique
La façade occidentale est percée en son centre d'un portail de style classique inscrit dans le tracé, encore visible, d'un ancien portail en plein cintre aux piédroits harpés composés de blocs de pierre de grande taille.
Le portail classique est composé de piédroits ornés de dés saillants, d'un arc surbaissé à clé pendante et d'un petit entablement mouluré.
Chacun de ses écoinçons est gravé d'une invocation :
SANCTE FIACRI ORA PRO NOBIS
SANCTE QUIRINE ORA PRO NOBIS
|  |  |

#### Les baies murées
On trouve dans la maçonnerie de la façade occidentale la trace de nombreuses baies murées, d'origine romane ou gothique :
- la partie gauche de la façade (dans l'axe du collatéral gauche) montre deux baies murées, sommées respectivement d'un arc en plein cintre et d'un arc en mitre ;
- le portail classique, est comme on l'a dit plus haut, inscrit dans le tracé d'un portail roman légèrement plus grand, encore visible, aux piédroits harpés composés de blocs de pierre de grande taille et au tympan muré ;
- la fenêtre haute est encadrée de deux fenêtres romanes murées[1], peu visibles, qui faisaient à l'origine probablement partie d'un triplet ;
- la partie droite de la façade (dans l'axe du collatéral droit) était jadis percée d'une baie ogivale, aujourd'hui murée.

|  |  |  |  |  |

#### Les chronogrammes
Les piédroits du portail sont ornés de trois chronogrammes gravés dans la pierre qui indiquent le niveau des inondations de 1740 et 1925.
Le premier chronogramme (dont les lettres majuscules composent le millésime de l'année 1740) est situé à gauche du portail et évoque l'inondation du 12 décembre 1740 (0,98 m. par rapport au sol actuel) :
saXo VenIt Mosæ UnDa Una LUCIæ VIgILIa (L'eau de la Meuse vint jusqu'à cette pierre une veille de Sainte-Lucie)
Le deuxième chronogramme, situé juste au-dessus du précédent, évoque l'inondation du 29 décembre 1740 (1,36 m. par rapport au sol actuel) :
tU aUXIstI thoMa LUCIæ DILUVIa (Saint Thomas, vous avez augmenté le déluge de la Sainte-Lucie)
Le troisième chronogramme est gravé sur le piédroit de droite. Ses lettres majuscules composent le millésime de l'année 1925 en souvenir de l'inondation record du 31 décembre 1925 qui a atteint la cote de 1,37 m. par rapport au sol actuel :
eCCe DILUVIUM sanCtI sILVestrI     (Voici le déluge de la Saint-Sylvestre)
|  |  |  |

#### Le sommet de la façade et le clocheton
La partie haute de la façade occidentale est percée dans l'axe du portail d'une grande fenêtre de style classique du XVIIIe siècle, aux piédroits harpés et à l'arc surbaissé.
La façade est couronnée par un clocheton carré, percé de baies campanaires à abat-sons, recouvert d'ardoises et sommé d'une flèche octogonale terminée par une boule et un coq.
|  |  |  |

### Les façades latérales
Chacune des façades latérales est percée de cinq fenêtres de style classique et de quatre oculi placés en hauteur et ajoutés au XIXe siècle.